# David M. Raup
David M. Raup (Boston, Massachusetts, 1933) és un paleontòleg i morfòleg estatunidenc. Junt amb Jack Sepkoski, Raup és un dels grans teòrics de l'extinció. Ambdós són els autors de la hipòtesi segons la qual, l'extinció dels dinosaures fa 65 milions d'anys. Va formar part d'un cicle d'extincions que hauria tingut lloc cada 26 milions d'anys.
Raup és un actiu investigador de l'Institut de Santa Fe, on desenvolupa mètodes per a l'exploració filogenètica del morfoespai.